# Veltins
Veltins è un birrificio tedesco sorto nel 1824 che produce una pilsner chiara con 4,8 gradi alcolici molto rinomata sia a livello tedesco sia all'estero. Lo stabilimento si trova nella cittadina di Meschede-Grevenstein, nella regione della Renania Settentrionale-Vestfalia (Nordrhein-Westfalen in tedesco).
La piccola birreria forestale di Franz Kramer aprì i suoi semplici cancelli in legno nel 1824. Clemens Veltins rilevò la birreria nel 1852. Il nuovo nome, Brauerei C & A Veltins, deriva dai gemelli Carl e Anton Veltins che rilevarono l'azienda dal padre nel 1893. Il birrificio Veltins produce la famosa birra Veltins Pilsener. Susanne Veltins dirige l'azienda dal 1994.
Veltins dal 1997 possiede i diritti sul nome dello stadio di calcio Veltins-Arena del club tedesco Bundesliga FC Schalke 04 a Gelsenkirchen. È uno degli stadi più moderni d'Europa. Lo stadio ha ospitato la Finale di UEFA Champions League 2004 e cinque partite della Coppa del Mondo FIFA 2006.
La curva Kriesel presso la pista da bob, slittino e skeleton di Winterberg prende il nome dal birrificio.

## Prodotti

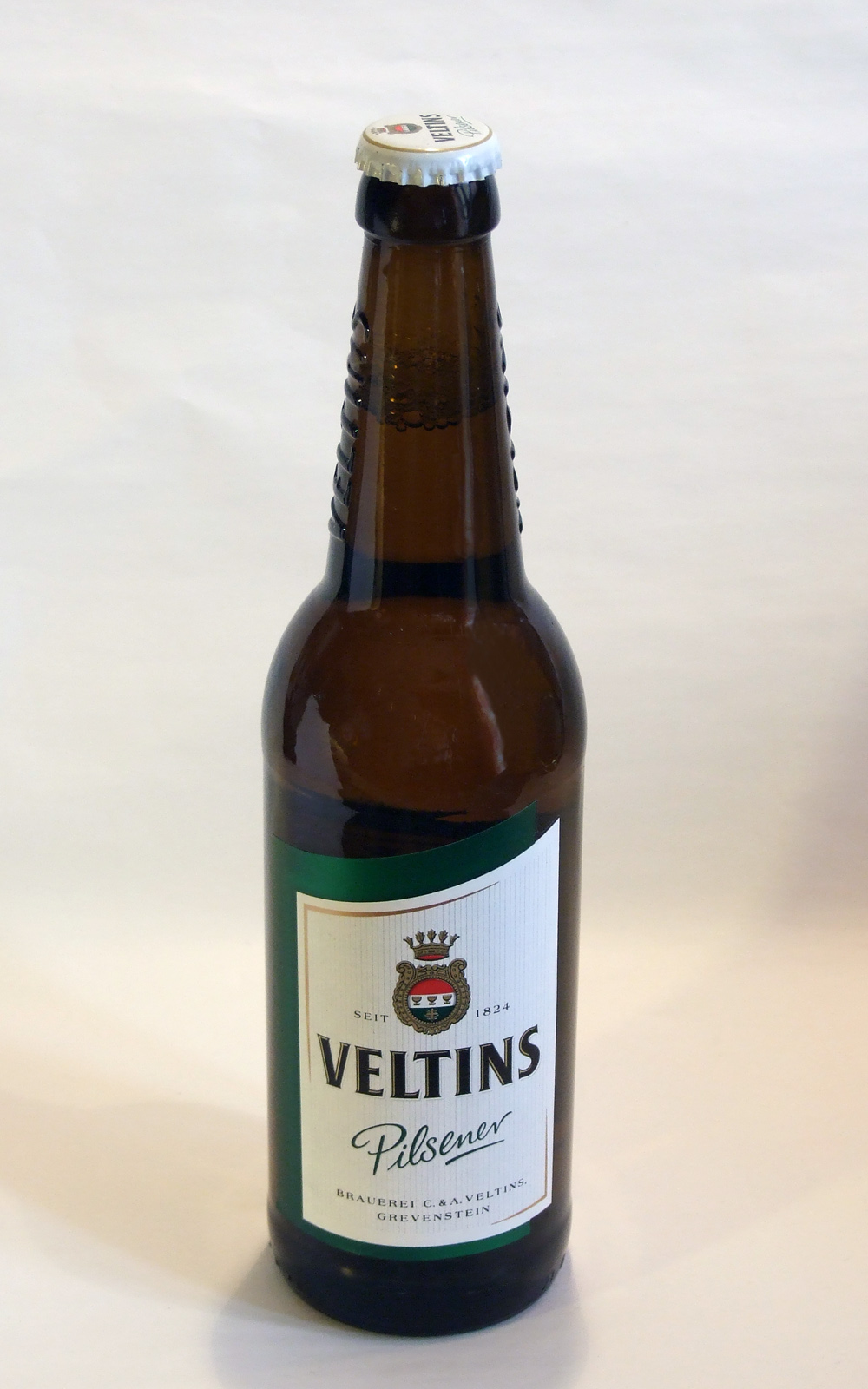
Veltins Pilsener

Elenco di alcuni dei prodotti creati dall'azienda:
- Veltins Pilsener 0,5 l
- Veltins Pils
- Veltins Pils 0.0 (senza alcool)
- Veltins Radler 0.0 (senza alcool)
- Veltins V+ sono bevande miste a base di birra più rivolte alle giovani generazioni con la loro pubblicità e presentazione. Di seguito alcuni sapori:
  - V+ Cola  (con cola) 
  - V+ Lemon  (con limone) 
  - V+ GrapeFruit  (con pompelmo) 
  - V+ Energy  (con Guaraná) 
  - V+ Curuba  (con estratti del frutto della Curuba e l'aroma della Tequila)  (dal 2006)
  - V+ Berry-x  (con Guaraná)  (dal 2013)
  - V+ Black Label (non più disponibile)
  - V+ Cappuccino (non più disponibile)
  - V+ Power'Fruits (non più disponibile)
  - V+ Apple  (con zenzero)  (non più disponibile)
  - V+ Remix Citrus (non più disponibile)
  - V+ Remix Malt (non più disponibile)
- Veltins Fassbrause (ai gusti limone, sambuco, mango-frutto della passione e cola-arancia)
- Malto Veltins
- Grevensteiner nelle varietà Original (birra campestre naturalmente torbida), Natur-Radler e luce torbida naturale
- Pülleken (light) dal 2020